# MHK Dolný Kubín
Le MHK Dolný Kubín est un club de hockey sur glace de Dolný Kubín en Slovaquie. Il évolue dans la 1.liga, le second échelon slovaque.

## Historique
Le club est créé en 2003.

## Palmarès
- Aucun titre.